# مركز رابين الطبي
مركز رابين الطبي (بالعبرية: מרכז רפואי רבין) هو مركز طبي تمكله منظمة كوبات حوليم كلاليت الصحية. يقع في پتاح تكڤا في إسرائيل. يتكون المركز من مستشفيين إثنين هما «مستشفى بيلينسون» و«مستشفى چولدا هشارون». يعتبر الثاني كبرًا بعد مركز شيبا الطبي في تل هشومير. في يناير 1996 تم دمج المستشفيين في مركز واحد وتمت تسميته على اسم رئيس الوزراء السابق إسحق رابين.
يعالج المركز أكثر من نصف مليون مريض سنويًا من إسرائيل، غير المرضى الذين يأتون من الدول المجاورة والسلطة الفلسطينية. ويولّد ما يقارب 9,000 طفل سنويًا. في المركز 37 غرفة عمليات، ويحوي على مجموع 1,300 سرير. يعتبر مركز رابين الطبي الأهم في إسرائيل لعلاج السرطان وزراعة الأعضاء، ويديره الدكتور عيران هالبرين.

## طالع أيضًا
- مركز سوروكا الطبي الجامعي